# モイゼス・シエラ
- モイセ・シエラ
- モイセ・シエッラ
- モイセス・シエラ
- モイゼス・シエッラ

モイゼス・シエラ（Moisés Sierra, 1988年9月24日 - ）は、 ドミニカ共和国サントドミンゴ出身のプロ野球選手（外野手）。右投右打。愛称は「ランボー」。
中日ドラゴンズ時代の登録名は、モイセ・シエラ。

## 経歴

### プロ入りとブルージェイズ時代

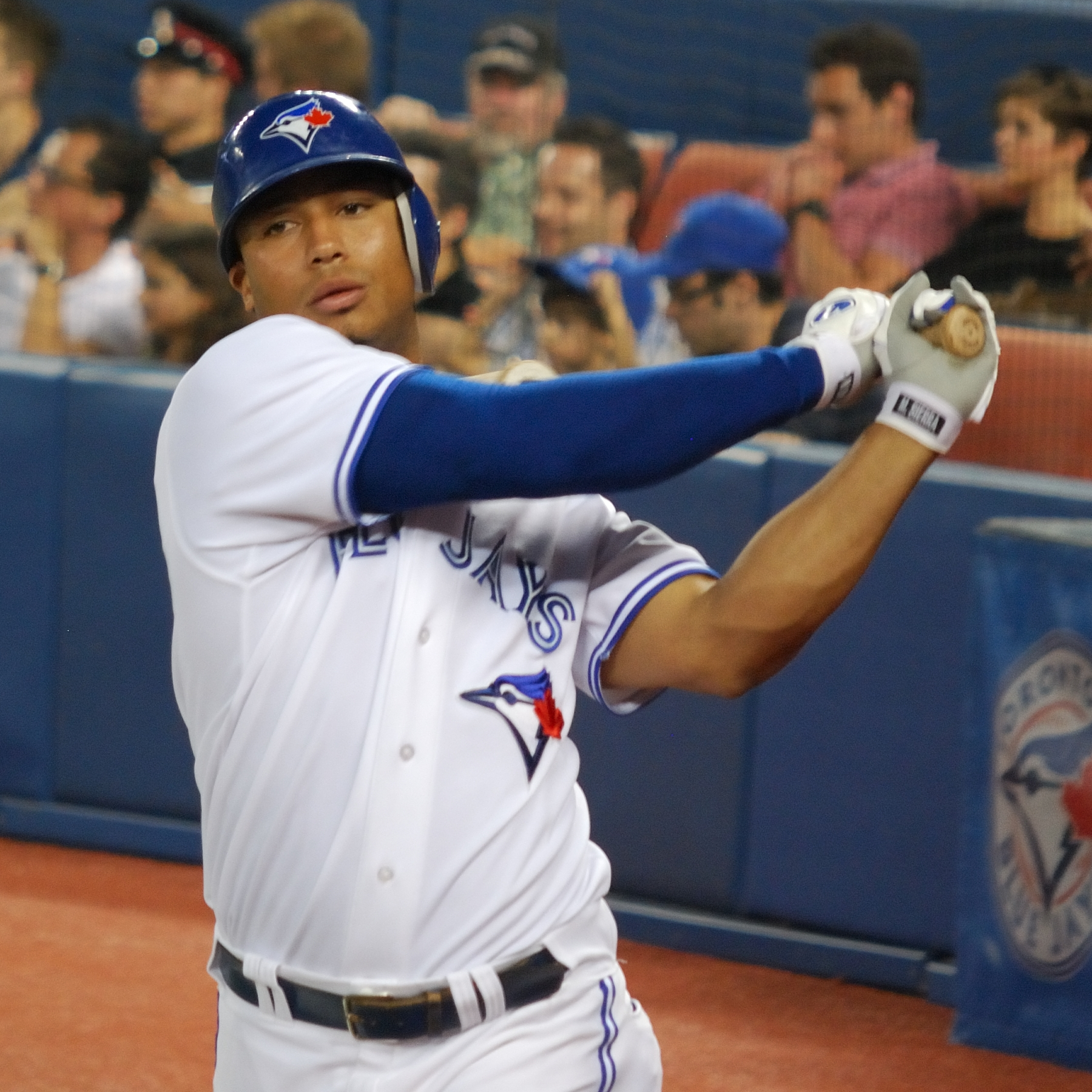
トロント・ブルージェイズ時代
(2012年8月31日)

2005年にトロント・ブルージェイズと契約。
2010年のオフに40人枠に加えられた。
2012年7月31日にピッツバーグ・パイレーツに移籍したトラビス・スナイダーに代わってAAA級ラスベガス・フィフティワンズから昇格し、同日のシアトル・マリナーズ戦でメジャーデビューを果たした。正右翼手ホセ・バティスタの不在により出場機会を得たが、打率.224とまだまだ力不足だった。守備でも、送球動作の拙さを指摘された。
2013年はシーズン開幕前の3月に開催された第3回ワールド・ベースボール・クラシック（WBC）のドミニカ共和国代表に選出された。同大会でドミニカ共和国は優勝している。シーズンでは35試合に出場して打率.290・1本塁打・13打点・1盗塁の成績を残した。
2014年は開幕ロースター入りしたが、13試合に出場して打率.059と結果を残せず、5月1日にDFAとなった。

### ホワイトソックス時代
2014年5月3日にウェイバー公示を経てシカゴ・ホワイトソックスへ移籍した。この年は2球団合計で96試合に出場して打率.230・2本塁打・9打点・3盗塁の成績を残した。

### ロイヤルズ傘下時代
2014年10月25日にウェイバー公示を経てカンザスシティ・ロイヤルズへ移籍した。12月16日にDFAとなり、22日にマイナー契約に切り替わって傘下のAAA級オマハ・ストームチェイサーズへ降格した。
2015年4月5日に開幕をAAA級オマハで迎えることが発表された。7月22日に自由契約となった。オフはドミニカ共和国のウィンターリーグであるリーガ・デ・ベイスボル・プロフェシオナル・デ・ラ・レプブリカ・ドミニカーナ（LIDOM）に参加し、ヒガンテス・デル・シバオに所属した。

### マーリンズ傘下時代
2015年12月31日にマイアミ・マーリンズとマイナー契約を結んだ。
2016年1月12日に傘下のAAA級ニューオーリンズ・ゼファーズへ配属された。この年はAA級ジャクソンビル・サンズでプレーし、82試合に出場して打率.336・9本塁打・37打点・6盗塁の成績を残した。
2017年はAAA級ニューオーリンズ・ベビーケークスでプレーし、123試合に出場して打率.294・11本塁打・68打点・18盗塁の成績を残した。オフの11月6日にマイナー契約を拒否したため、FAとなった。

### ナショナルズ時代
2018年1月10日にワシントン・ナショナルズとマイナー契約を結び、スプリングトレーニングに招待選手として参加することになった。開幕は傘下のAAA級シラキュース・チーフスで迎え、4月11日にメジャー契約を結んでアクティブ・ロースター入りした。5月20日にDFAとなり、22日にマイナー契約でAAA級シラキュースへ配属された。

### メキシカンリーグ時代
2019年3月21日にメキシカンリーグのメキシコシティ・レッドデビルズと契約するが、開幕前の4月3日にオアハカ・ウォーリアーズへ移籍した。

### 中日時代
2019年12月4日に中日ドラゴンズと育成契約を結んだ。背番号は211。
2020年3月26日に支配下登録に移行された。背番号は45。9月29日の阪神タイガース戦において一軍初昇格を果たし、同カードにおいて打率.364、1本塁打、2打点の活躍を見せたが、その後成績が徐々に下降していった。オフの11月8日にソイロ・アルモンテ、エンニー・ロメロ、サンディ・ブリトー、ルイス・ゴンサレスと共に翌年の契約を結ばないことが球団より発表された。

### メキシカンリーグ復帰
2021年3月4日にメキシカンリーグのドスラレドス・オウルズと契約したことが発表された。10月20日に自由契約となった。オフにはLIDOMのヒガンテス・デル・シバオに所属し、カリビアンシリーズにも出場した。

### 独立リーグ時代
2022年2月28日にアメリカ独立リーグ・アトランティックリーグのケンタッキー・ワイルドヘルス・ゲノムスと契約した。シーズン終了後に退団した。
2023年2月20日に同じくアトランティックリーグのスパイアシティ・ゴーストハウンズと契約したが、30試合に出場して打率.253、2本塁打、8打点という成績に終わり、8月4日に自由契約となった。

## 選手としての特徴・人物
ミート力に優れ、左投手に強い中距離打者。俊足を生かした守備も魅力。
祖国ドミニカ共和国の実家の近所にペドロ・マルティネスが住んでおり、幼少期は彼の家に招かれることもあったという。中日時代に支配下登録された際は彼と同じ背番号「45」に決まり喜んだ。

## 詳細情報

### 年度別打撃成績
| 年 度    | 球 団    | 試 合 | 打 席 | 打 数 | 得 点 | 安 打 | 二 塁 打 | 三 塁 打 | 本 塁 打 | 塁 打 | 打 点 | 盗 塁 | 盗 塁 死 | 犠 打 | 犠 飛 | 四 球 | 敬 遠 | 死 球 | 三 振 | 併 殺 打 | 打 率 | 出 塁 率 | 長 打 率 | O P S |
| -------- | -------- | ----- | ----- | ----- | ----- | ----- | -------- | -------- | -------- | ----- | ----- | ----- | -------- | ----- | ----- | ----- | ----- | ----- | ----- | -------- | ----- | -------- | -------- | ----- |
| 2012     | TOR      | 49    | 157   | 147   | 14    | 33    | 4        | 0        | 6        | 55    | 15    | 1     | 0        | 0     | 0     | 8     | 0     | 2     | 44    | 3        | .224  | .274     | .374     | .648  |
| 2013     | TOR      | 35    | 122   | 107   | 11    | 31    | 13       | 1        | 1        | 49    | 13    | 1     | 0        | 0     | 1     | 14    | 1     | 0     | 29    | 0        | .290  | .369     | .458     | .827  |
| 2014     | TOR      | 13    | 35    | 34    | 2     | 2     | 0        | 0        | 0        | 2     | 2     | 0     | 0        | 0     | 0     | 1     | 0     | 0     | 9     | 1        | .059  | .086     | .059     | .145  |
| 2014     | CWS      | 83    | 135   | 127   | 20    | 35    | 8        | 2        | 2        | 53    | 7     | 3     | 1        | 0     | 1     | 7     | 0     | 0     | 34    | 0        | .276  | .311     | .417     | .728  |
| '14計    | CWS      | 96    | 170   | 161   | 22    | 37    | 8        | 2        | 2        | 55    | 9     | 3     | 1        | 0     | 1     | 8     | 0     | 0     | 43    | 1        | .230  | .265     | .342     | .606  |
| 2018     | WSH      | 27    | 60    | 54    | 4     | 9     | 2        | 0        | 0        | 11    | 4     | 1     | 1        | 0     | 2     | 2     | 0     | 2     | 20    | 2        | .167  | .217     | .204     | .420  |
| 2020     | 中日     | 25    | 94    | 80    | 9     | 18    | 2        | 0        | 1        | 23    | 7     | 1     | 0        | 0     | 1     | 10    | 0     | 3     | 25    | 6        | .225  | .330     | .288     | .617  |
| MLB：4年 | MLB：4年 | 207   | 509   | 469   | 51    | 110   | 27       | 3        | 9        | 170   | 41    | 6     | 2        | 0     | 4     | 32    | 1     | 4     | 136   | 6        | .235  | .287     | .362     | .649  |
| NPB：1年 | NPB：1年 | 25    | 94    | 80    | 9     | 18    | 2        | 0        | 1        | 23    | 7     | 1     | 0        | 0     | 1     | 10    | 0     | 3     | 25    | 6        | .225  | .330     | .288     | .617  |

### 記録
NPB初記録
- 初出場・初先発出場：2020年9月29日、対阪神タイガース16回戦（阪神甲子園球場）、6番・右翼手として先発出場
- 初打席・初安打：同上、2回表に髙橋遥人から投前内野安打
- 初打点：2020年9月30日、対阪神タイガース17回戦（阪神甲子園球場）、3回表に青柳晃洋から中前適時打
- 初本塁打：同上、9回表に齋藤友貴哉から右中間越ソロ
- 初盗塁：2020年10月18日、対広島東洋カープ20回戦（MAZDA Zoom-Zoom スタジアム広島）、4回表に二盗（投手：中村祐太、捕手：會澤翼）

### 背番号
- 14（2012年 - 2014年途中）
- 25（2014年途中 - 同年終了）
- 49（2018年）
- 211（2020年 - 同年3月25日）
- 45（2020年3月26日 - 同年終了）